# Ferrovia di Sines
La ferrovia di Sines (in origine indicata come Transversal de Sines) è una linea ferroviaria del sud-est del Portogallo che collega il porto di Sines alla ferrovia del Sud, nella stazione di Ermidas-Sado, in poco più di 50 km di percorso.
La prima tratta, Ermidas Sado-São Bartolomeu da Serra, entrò in servizio il 9 aprile 1927, giunse a Cumeadas il 1º luglio 1929 e a Santiago do Cacém il 20 giugno 1934; Sines fu raggiunta infine il 14 settembre 1936.

## Storia

### Prodromi
L'arrivo della ferrovia a Beja fece pensare al suo collegamento col porto di Sines, importante per il trasporto del sughero e per il turismo balneare.
Il 25 novembre 1887 venne bandito un concorso per la progettazione di una ferrovia Sines-Beja che servisse anche Santiago do Cacém. Il progetto poi venne ripreso nel piano di costruzione della ferrovia del Sado. Nel 1898 iniziò l'elaborazione del "Piano Generale della Rete Ferroviaria a Sud del Tago" dato che la commissione tecnica aveva proposto la costruzione della "Linha do Sado" tra Setúbal e Garvão. I rappresentanti della regione proposero una diramazione tra Alvalade o Grândola, sulla Linha do Sado fino a Sines, ma data la difficile orografia della valle del Sado sarebbe dovuta essere a scartamento ridotto. Il progetto della linea per Beja venne poi abbandonato in quanto il percorso era troppo prossimo alla ferrovia del Sud. Il progetto per Sines trovò posto nel "Plano da Rede" pubblicato il 27 novembre 1902 in quanto ritenuto importante per il centro industriale e per il porto.
Il Ramal de Sines sarebbe passato da Santiago do Cacém iniziando a Grândola o Alvalade ma venne rimandata al futuro la scelta della località.
Il 1º luglio 1903 venne approvata una legge che autorizzava la costruzione della ferrovia di Sines con inizio ad Alvalade.
La caduta della monarchia prima, le difficoltà economiche della nuova repubblica portoghese e lo scoppio della prima guerra mondiale ritardarono il progetto; il finanziamento venne poi garantito dalla legge n. 731 del 5 luglio 1917 e dal Decreto n. 4811, del 31 agosto 1918, che autorizzavano l'autorità preposta a contrarre prestiti per varie linee tra cui quelle del Sado e di Sines.

### Costruzione

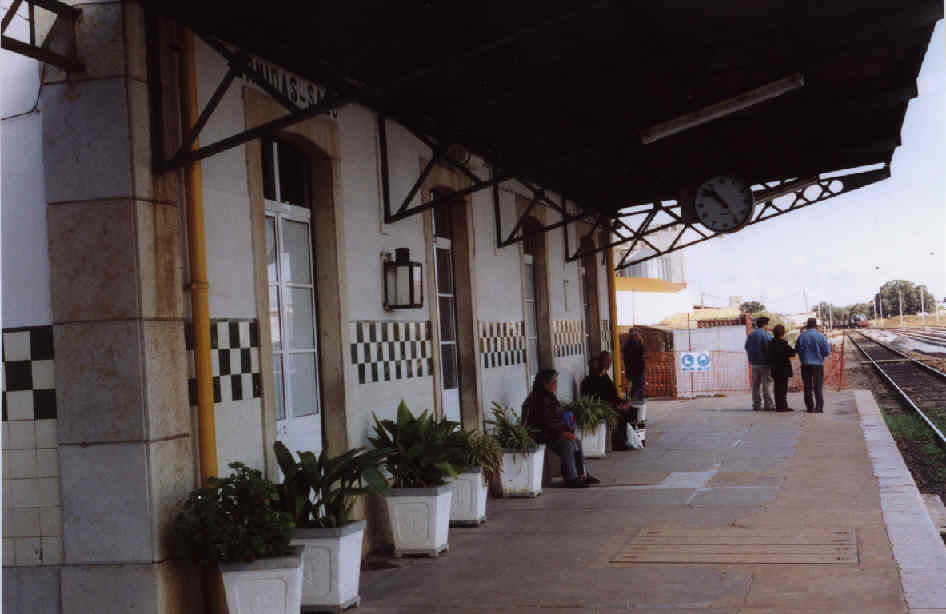
Stazione di Ermidas, 2003

#### Tratta Ermidas-São Bartolomeu
Il 1º agosto 1915 venne aperto il tratto Alvalade-Lousal della ferrovia del Sado al quale era subordinata la costruzione della ferrovia di Sines la cui costruzione iniziò il 6 dicembre 1919 dalla stazione di Ermidas-Sado.
Il 30 settembre 1926 un decreto governativo spostò i fondi destinati al prolungamento della ferrovia di Mora su quella di Sines allo scopo di riprendere i lavori che erano fermi da 3 anni su 22 km del percorso di Sines; i lavori ripresero ad avanzare rapidamente il primo tratto per São Bartolomeu da Serra fu inaugurato l'8 aprile 1927 alla presenza del presidente Óscar Carmona
.

#### Tratto São Bartolomeu-Cumeadas

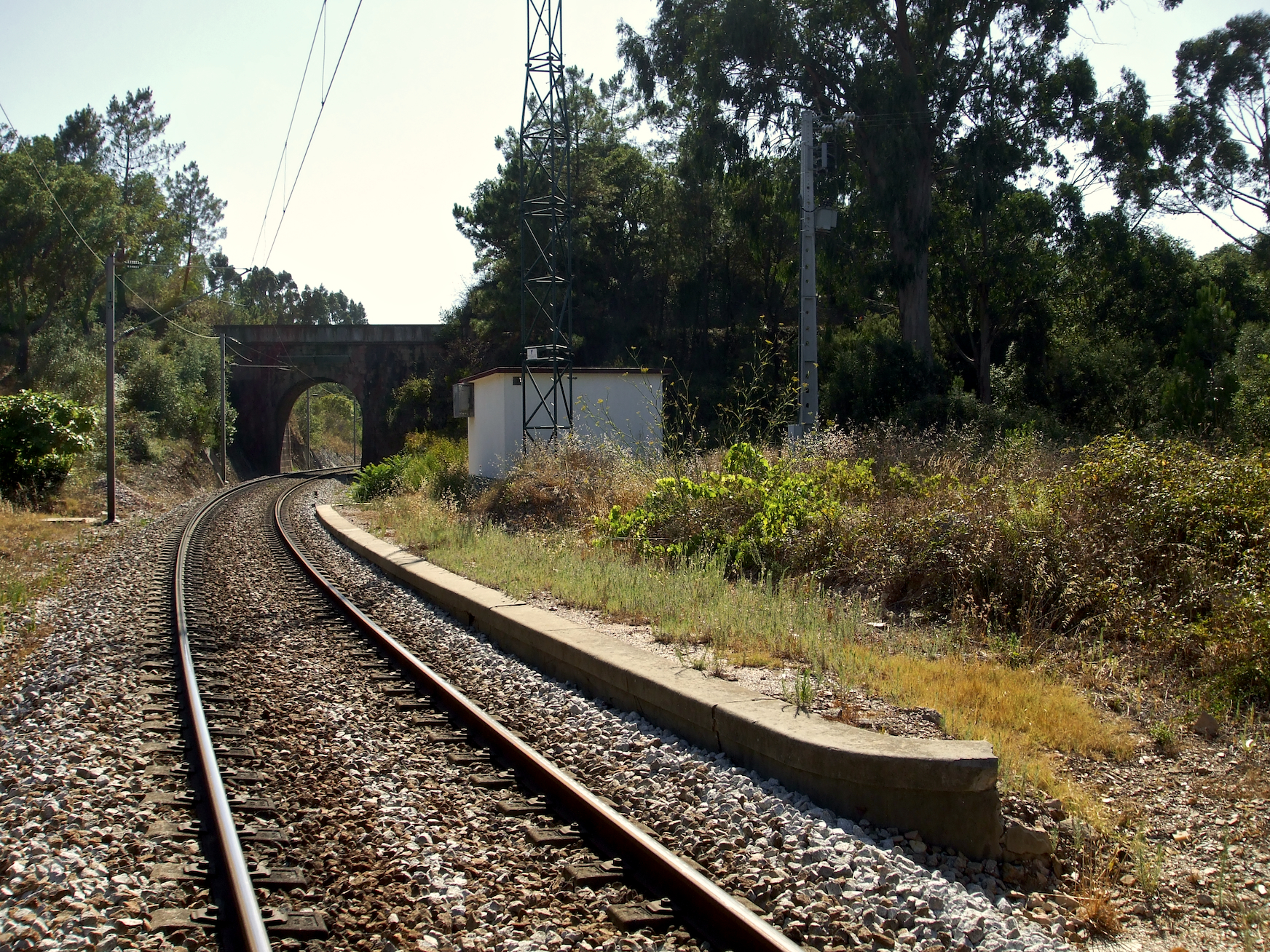
Antica fermata di Cumeadas, 2008

L'11 maggio 1927 Caminhos de Ferro do Estado, che costruiva la ferrovia, fu inglobato nella Companhia dos Caminhos de Ferro Portugueses.
La sezione fino a Santiago do Cacém fu di difficile esecuzione a causa dell'orografia del territorio attraversato che rallentò i lavori per Cumeadas obbligando alla costruzione di una lunga trincea e allo spostamento del percorso di una strada per Grândola. I lavori ebbero termine nel maggio del 1929; erano stati impiegati scavatori meccanici e metodologie particolarmente impegnative.
Il tratto fino alla fermata di Cumeadas entrò in funzione il 1º luglio 1929.

#### Tratta Cumeadas-Santiago
Agli inizi degli anni trenta si calcolava che la linea di Sines non avrebbe potuto avere sufficiente redditività. Il traffico automobilistico sottraeva viaggiatori mentre la produzione di merci essenzialmente agricole non rappresentava una fonte di ricavi sufficiente.
A gennaio del 1932 era quasi pronto il tratto fino a Santiago do Cacém e iniziavano i lavori su Sines.
Nel 1934 i lavori ebbero un forte rallentamento e la stazione di Santiago do Cacém fu connessa il 20 giugno 1934. Alla fine dell'anno una delegazione delle municipalità di Santiago do Cacém, Sines, Grândola e Alcácer do Sal chiesero alla Companhia dos Caminhos de Ferro Portugueses l'istituzione di servizi espressi su Lisbona e una riduzione delle tariffe.

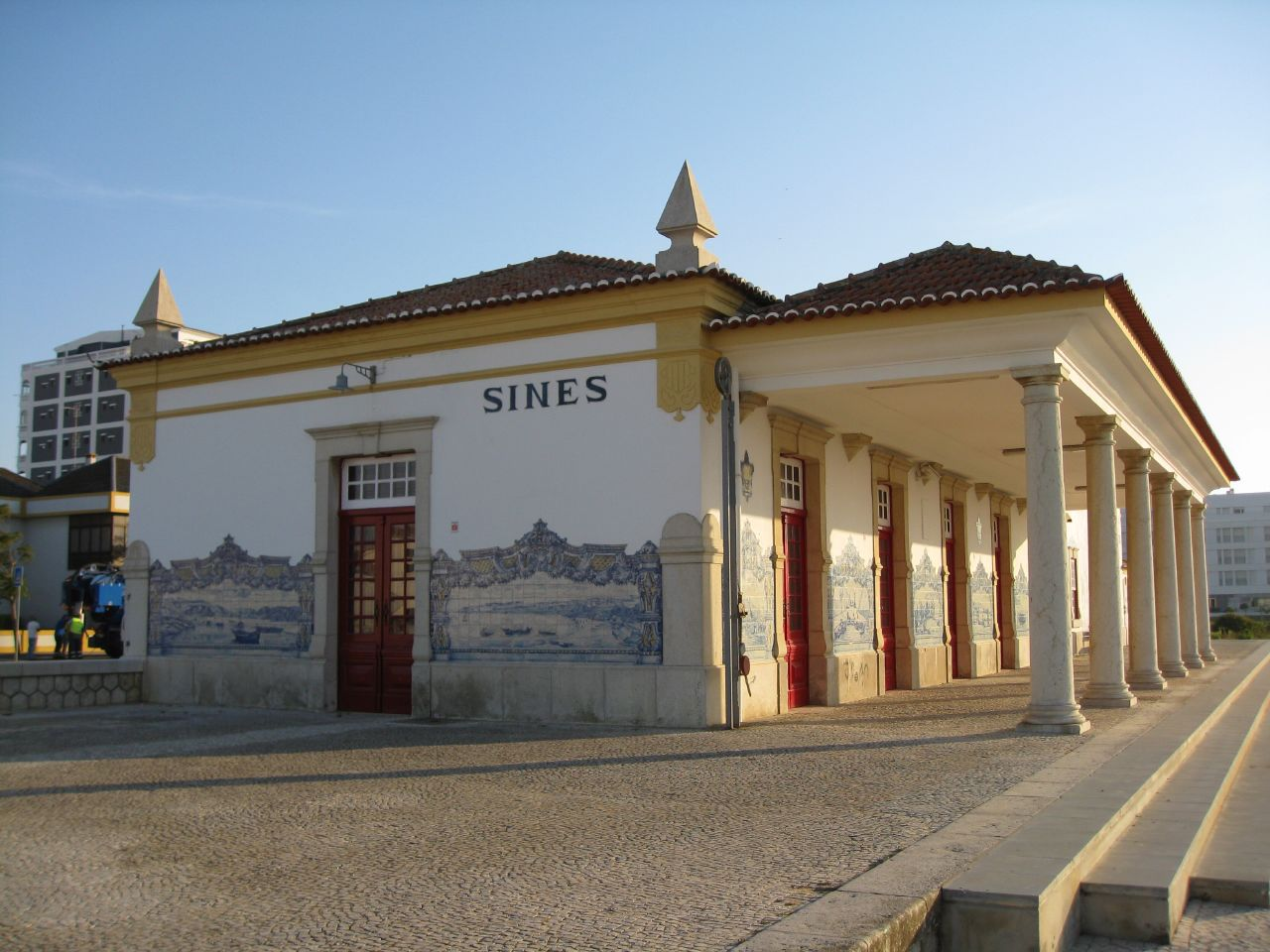
Antico edificio di stazione di Sines, 2006.

#### Tratta Santiago-Sines
All'inaugurazione del tratto fino a Santiago do Cacém si prevedeva di aprire la linea fino a Sines entro un anno e mezzo. Erano stati ordinati rotabili ferroviari all'industria italiana ma le sanzioni applicate a causa del conflitto ne bloccarono l'esecuzione.
Nell'agosto del 1936 i lavori su Sines erano molto avanzati; l'inaugurazione avvenne il 14 settembre 1936 con un convoglio speciale e festeggiamenti.
Il tratto inaugurato tuttavia non raggiungeva il porto di Sines
Nell'ottobre del 1939 a causa dello scoppio della seconda guerra mondiale il numero di treni venne fortemente ridotto.

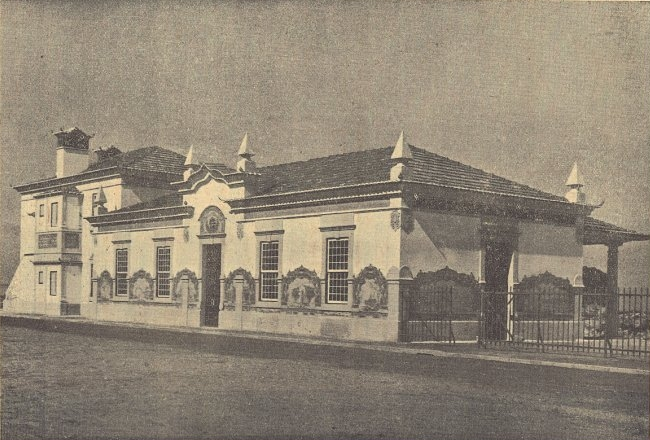
Stazione di Santiago do Cacém, durante la costruzione

### Declino del traffico passeggeri
Entrato in servizio con ritardo il collegamento risentì presto della concorrenza del vettore stradale. I tempi di percorrenza nel 1950 non erano più concorrenziali. Nel 1951 tra Barreiro e Sines vennero immesse in servizio automotrici.
Il 25 aprile 1963 la Companhia dos Caminhos de Ferro Portugueses ridusse le tariffe del 20% a scopo promozionale.

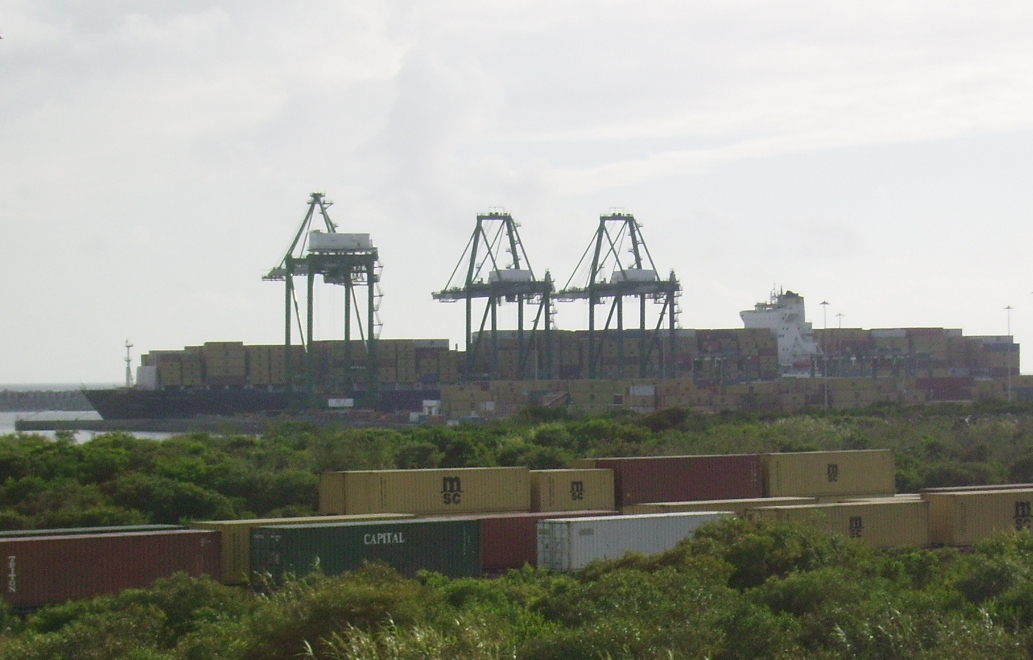
Terminale container del Porto di Sines

### Progetto di nuova linea e del porto di Sines
Negli anni settanta fu approntato un progetto per costruire un complesso industriale e un terminale marittimo a Sines; questo prevedeva anche l'accesso ferroviario, con la realizzazione di una nuova linea a doppio binario di circa 80 km, da Poceirão e Pinheiro fino a raggiungere il porto di Sines; avrebbe facilitato il trasporto di carburanti e prodotti petroliferi e avrebbe svolto anche servizio passeggeri. Venne realizzata solo la connessione Poceirão-Águas de Moura.
Agli inizi del 1975 furono approvati gli stanziamenti. Nel periodo la linea esistente fu utilizzata per il trasporto di materiali da costruzione per il complesso di Sines; furono costruiti raccordi per l'inversione di marcia, per la raffineria e per il polo petrolchimico.
Nel 1979 la nuova linea ferroviaria di Sines era già in costruzione. 
Nello stesso anno la CP acquisì 13 locomotive della serie 1900 dalla Alsthom per il previsto traffico di carri cisterna tra la raffineria di Sines e la centrale termoelettrica di Carregado. Ma la crisi petrolifera degli anni settanta ridusse fortemente anche tale traffico.

## Caratteristiche e percorso
La ferrovia di Sines è a binario unico, a scartamento iberico ed elettrificata a corrente alternata monofase a 25 kV, 50 Hz. La sua lunghezza, tra la stazione di Ermidas - Sado e il porto di Sines, è di 50,688 km. È connessa con un raccordo di 945 m al bivio Ermidas Sud. Da essa si diramano numerosi raccordi e linee, tra cui il cosiddetto Ramal de Sines dal PK 168,113 che termina nell'antica stazione di Sines con un percorso di 9,494 km di cui solo 3,195 km in funzione; il Ramal Petrogal - Asfaltos, di 3,870 km, che inizia al PK 170,669; il Ramal da EDP - Cinzas, al PK 174,713 lungo 1,679 km; il Ramal Raquete, dal PK 169,230; e il Ramal Terminal XXI al PK 177,905. Il Ramal de Sines include due ulteriori raccordi, il Ramal Metalsines e il Ramal Petroquimica.

## Ammodernamento dell'infrastruttura, del segnalamento e della sicurezza
Tra 1988 e 1994 vennero operati vari interventi di ammodernamento. Nel 1991 venne ultimato il collegamento portuale di Sines permettendo dal 1992 il trasporto di carbone.
Nel gennaio del 1990 venne soppresso il servizio passeggeri sulla linea lasciando il solo trasporto merci; nel 2001 era rimasto il trasporto delle ceneri dalla centrale elettrica di Sines alle cementerie di Loulé e Souselas, di gasolio dalla raffineria a Barreiro, di prodotti di scarto petroliferi e di carbone per le centrali. Il trasporto di polimeri dell'industria "Petroquímica de Sines" ebbero termine dopo la vendita della stessa.
Nel 2001 venne installato sulla linea il Comando Centralizzato del Traffico in sostituzione del blocco telefonico 
Il seguito all'elettrificazione della ferrovia del Sud si passò a quella per il Porto di Sines e la Centrale elettrica del Pego concluse nel 2002.
La linea è dotata di blocco automatico a correnti reversibili. Il controllo di velocità installato è il Convel, tipo EBICAB 700.
| Unknown route-map component "exLCONTg" |

| Unknown route-map component "CONTgq" | Unknown route-map component "exLSTR" + Unknown route-map component "STR+r" |  |

| Station on track |

|  | Unknown route-map component "ABZgl" + Unknown route-map component "BS2c2" | Unknown route-map component "dSTRq" + Unknown route-map component "dSTR3h+l" | Unknown route-map component "dCONTfq" |

| Unknown route-map component "d" | Unknown route-map component "vSHI2g+l-" |

| Unknown route-map component "eHST" |

| Unknown route-map component "eBHF" |

| Unknown route-map component "eHST" |

| Non-passenger station/depot on track |

| Unknown route-map component "eBHF" |

| Unknown route-map component "exCONTgq" | Unknown route-map component "exLLSTR2" + Unknown route-map component "eABZg+r" | Unknown route-map component "exLLSTRc3" |

|  | Straight track + Unknown route-map component "exLLSTRc1" | Unknown route-map component "exLLCONT4" |

| Unknown route-map component "eHST" |

| Unknown route-map component "CONTgq" | Unknown route-map component "ABZgr" |  |

| Unknown route-map component "STRc2" | Unknown route-map component "ABZg3" |  |

| Unknown route-map component "STR+1" | Non-passenger station/depot on track + Unknown route-map component "STRc4" |  |

| Unknown route-map component "ENDExe" | Straight track |  |

| Unknown route-map component "d" + Unknown route-map component "exSTRl" | Unknown route-map component "d" + Unknown route-map component "lENDEq" | Unknown route-map component "ABZgr" |  |

| Unknown route-map component "KRW+l" | Unknown route-map component "KRWgr" |  |

| Unknown route-map component "SPLa" | Straight track |  |

| Unknown route-map component "vKDSTe" | Straight track |  |

|  | Unknown route-map component "KRWgl" | Unknown route-map component "KRW+r" |

|  | Straight track | Non-passenger end station |

|  | Unknown route-map component "KRWgl" | Unknown route-map component "KRW+r" |

|  | Straight track | Unknown route-map component "SPLa" |

|  | Straight track | Unknown route-map component "vKDSTe" |

| Unknown route-map component "d" | Unknown route-map component "vSHI2gl-" |

| Unknown route-map component "d" | Unknown route-map component "vDST" |

| Unknown route-map component "d" | Unknown route-map component "vSTR-KDSTe" |

| Non-passenger end station |